# Heiligenberg bei Schönau

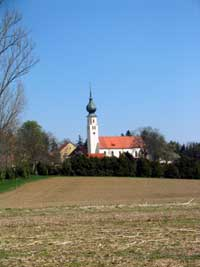
Heiligenberg

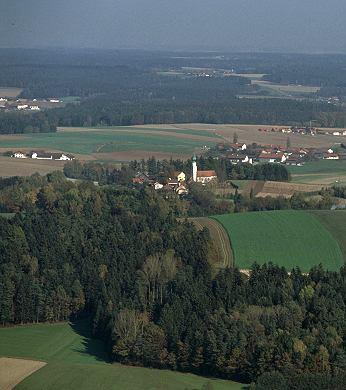
Luftbild

Heiligenberg ist ein Weiler in der Gemarkung Unterhöft der Gemeinde Schönau im Landkreis Rottal-Inn. Es liegt auf dem gleichnamigen Berg mit 468 Metern Höhe.
Der Gemeindeteil besteht aus etwa 11 Wohngebäuden mit rund 40 Einwohnern. Dort befinden sich auch die barocke Wallfahrtskirche St. Erasmus und die zugehörige Kapelle. Das ganze Dorf steht unter Ensembleschutz.

## Sagen
Es gibt zwei Sagen über Heiligenberg:
1. Die Kühe eines Bauern sind krank und der Bauer verspricht ein Kalb zu opfern, falls seine Kühe wieder gesund würden. Alle Tiere werden gesund und der Bauer geht später mit einem Kalb zur Kirche. Aber am Eingang ist ihm das Kalb zu schade und er möchte umkehren, aber das Kalb sinkt mit den Hufen in die Schwelle ein. Das Kalb kommt erst wieder frei, als der Bauer es der Kirche schenkt. Der Stein wurde dann in die Kapellmauer eingefügt, wo man ihn jetzt noch sehen kann.
2. Ein Mann träumt, dass er auf der steinernen Brücke in Regensburg etwas Wichtiges erfahren würde. Er macht sich auf den langen Fußmarsch aber auf der Brücke kann er nichts Besonderes entdecken. Nach einiger Zeit fragt ihn der Brückenwärter, was er da tue. Er erklärt die Sache mit dem Traum, aber der Wärter meint, er habe geträumt, dass unter einem Holunderstrauch am heiligen Berg ein Schatz zu finden sei. Er glaubt aber nicht an den Traum.
Der Bauer geht wieder heim und findet unter einem Holunderstrauch in seinem Garten den Schatz. Von dem Geld lässt er die heutige Kirche errichten.

## Kunst
Die Kirche dürfte in ihren Ursprüngen aus dem 15. Jahrhundert stammen, das Langhaus und die Ausstattung entstanden im 18. Jahrhundert. Der mit vier gewundenen Säulen ausgestattete Hochaltar  stellt im Mittelschrein den heiligen Erasmus dar, flankiert von den heiligen Benedikt von Nursia und Bernhard von Clairvaux. Unter den zahlreichen Votivbildern sind sieben um 1680 entstandene Ölgemälde mit ausführlichen Begleittexten. In einer Holztruhe, die sich in der Kapelle neben der Kirche befindet, wurde das geopferte Getreide aufbewahrt.